# Csang-o–4
A Csang-o–4 (嫦娥四号, Csang-o szan-hao 4, vagyis Holdistennő-4) a negyedik kínai holdszonda, és a Csang-o-program negyedik űrszondája, mely elsőként landolt a Hold túlsó (Földtől elforduló) oldalán. A leszállása a Kármán Tódor kráterben történt. A Csang-o–4 2019-ben landolt a Holdon.

## Küldetés
A Csang-o–4 küldetés eredetileg 2015-re volt tervezve, de módosították a küldetés céljait, így a szondát helyi idő szerint 2018. december 7-én 18:23-kor Délnyugat-Kínából egy Long March 3B hordozórakétával indították útnak. Az 1200 kilogramm össztömegű kínai holdszonda egy 140 kilogramm tömegű rovert vitt magával, a  2-t (jelentése: Holdi nyuszi). Az űrhajó December 12-én állt Holdkörüli pályára. Végül Január 3-án elérte a Hold déli féltekéjének felszínét, a leszállási hely a Kármán kráter.
A küldetés megpróbálja meghatározni a Hold egy felderítetlen részének korát és összetételét.

## Program

### A tervezett program
A küldetést két egység határozza meg, a landoló egység és egy holdjáró rover. A Csang-o–4 landolóegység segítségével alacsony frekvenciájú rádiócsillagászati megfigyeléseket végeznek majd. Az egység energiaellátásáról Radioizotópos termoelektromos generátor gondoskodik. A Yutu–2 rover vizsgálni fogja a Hold felszínét, felszíni formáit, ásványi összetételét és más környezeti viszonyokat is, napelemekkel van felszerelve. 20 kg-os teherbírással rendelkezik, és képes valós idejű videóátvitelre. Rendelkezik egy panoráma kamerával (PCAM), mely képes három dimenzió-s fényképek készítésére.

### A megvalósult program

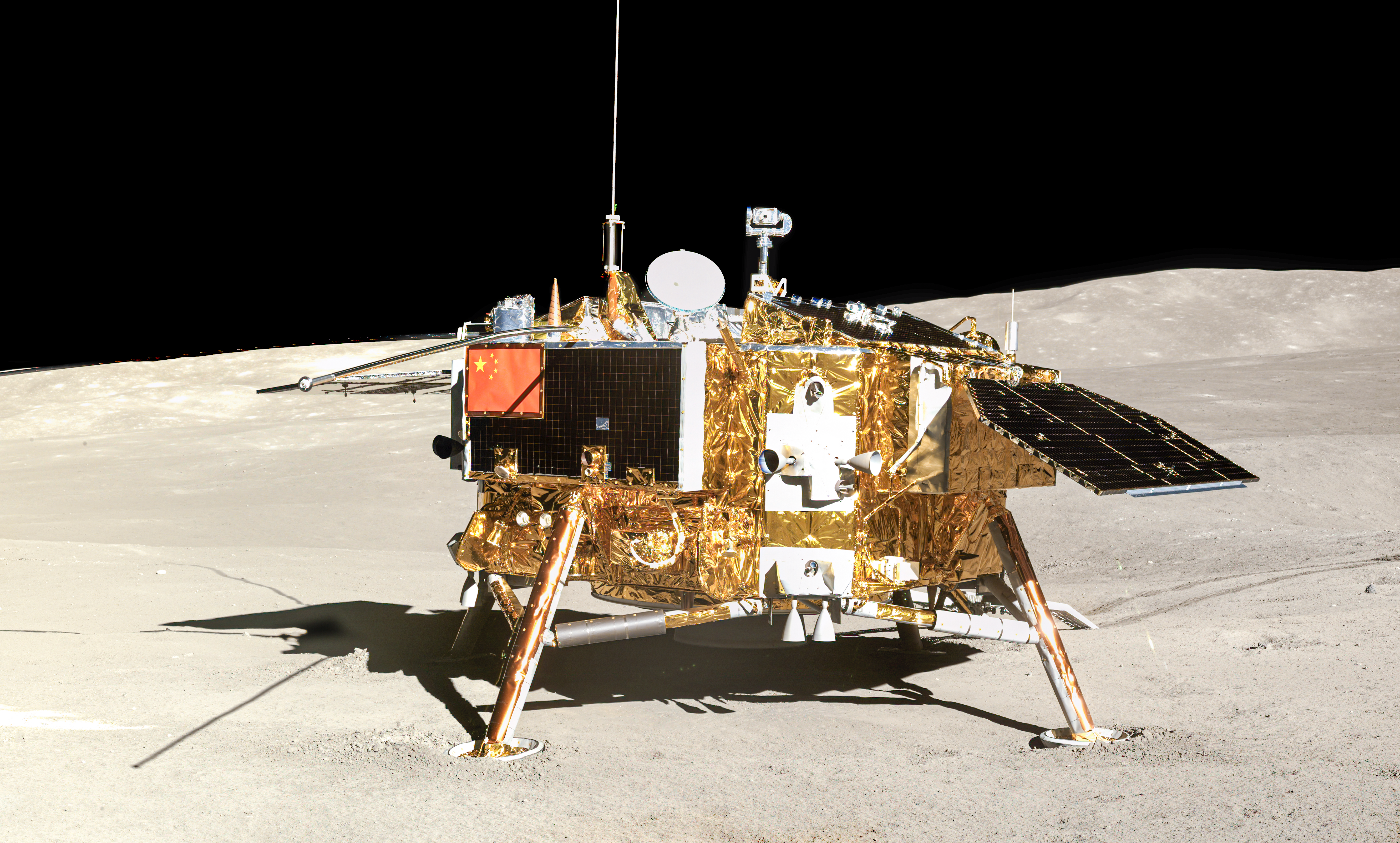
A rover a Hold túlsó oldalán

A landoló egység növényi magokat is vitt magával, melyek 2019. január 15-én kikeltek, mely óriási eredménynek számít. A keltető szélsőséges időjárást kell elviseljen, ugyanis éjszaka -180, nappal +140 Celsius fokos a hőmérséklet. A rover elküldte már az első méréseket és képeket.